# История эволюционного учения
История эволюционного учения берёт начало в античных философских системах, восходящих, в свою очередь, к космогоническим мифам. Толчком к признанию эволюции научным сообществом стала публикация в 1859 году книги Чарльза Дарвина «Происхождение видов путём естественного отбора, или Сохранение благоприятствуемых пород в борьбе за жизнь», позволившей полностью переосмыслить идею эволюции, подкрепив её опытными данными многочисленных наблюдений. Позже синтез классического дарвинизма с достижениями генетики привёл к созданию синтетической теории эволюции.

## Древние эволюционные идеи

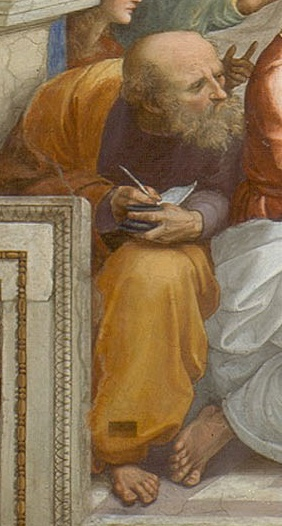
Анаксимандр

По мнению некоторых исследователей, источник эволюционных идей проистекает из космогоний древних религий.
Идеи творения и развития вселенной и жизни идут в них параллельно друг другу, иногда тесно переплетаясь.
Но мифический способ мышления мешает выкристаллизовать из них стройные концепции.
Первую же такую концепцию из дошедших до нас разработал ученик Фалеса Милетского Анаксимандр.
О схеме Анаксимандра мы знаем от историка I века до н. э. Диодора Сицилийского.
В его изложении, когда молодая Земля осветилась Солнцем, её поверхность сначала затвердела, а потом забродила, возникли гниения, покрытые тонкими оболочками.
В этих оболочках и зародились всевозможные породы животных.
Человек же будто бы возник из рыбы или похожего на рыбу животного.
Несмотря на оригинальность, рассуждения Анаксимандра чисто умозрительны и не подкреплены наблюдениями.
Другой античный мыслитель, Ксенофан, уделял наблюдениям больше внимания.
Так, он отождествлял окаменелости, что находил в горах, с отпечатками древних растений и животных: лавра, раковин моллюсков, рыб, тюленей.
Из этого он заключал, что суша некогда опускалась в море, неся гибель наземным животным и людям, и превращалась в грязь, а когда поднималась, отпечатки засыхали.
Гераклит, несмотря на пропитанность его метафизики идеей постоянного развития и вечного становления, не создал никаких эволюционных концепций.
Хотя некоторые авторы все же относят его к первым эволюционистам.
Проблему наследственности впервые осветил Алкмеон, врач из ранних пифагорейцев.
Он первым из греков пришёл к выводу, что мыслящим органом человека является головной мозг.
Отсюда он вывел, что сперма должна зарождаться именно в нём, а в половые органы она попадает по сосудам. При зачатии «от кого из родителей получено больше семени, тот пол и представлен».
Из этой фразы берёт исток идея о комбинировании наследственных свойств, которую развил сицилийский врач, поэт и натурфилософ Эмпедокл.
В его трактате «О природе» есть места, которые позволяют записать его в предтечи атомистам:

Но и другое тебе я поведаю: в мире сем тленном

Нет никакого рожденья, как нет и губительной смерти:

Есть лишь смешенье одно и размен того, что смешалось, —

Что и зовут неразумно рождением темные люди.

В другом месте Эмпедокл выдвигает идею, которая напоминает принцип естественного отбора:

Выросло много голов, затылка лишенных и шеи,

Голые руки блуждали, в плечах не имея приюта,

Очи скитались по свету, одни, безо лбов сиротея.

…одночленные части блуждали…

Но как скоро тесней божество с божеством сочеталось,

Стали тогда и они как попало сходиться друг с другом;

Множество также других прирождалося к ним беспрерывно.

То есть, если верить Эмпедоклу, из земли могут вырастать отдельные органы, которые потом соединяются, порождая причудливых существ. Многие из них умирают, неспособные даже передвигаться, другие же выживают.
Единственным автором, у которого можно найти идею постепенного изменения организмов, был Платон.
В своём диалоге «Государство» он выдвинул печально знаменитое предложение: улучшение породы людей путём отбора лучших представителей.
Без сомнений, это предложение основывалось на известном факте отбора производителей в животноводстве.
В современную эпоху необоснованное приложение этих идей к человеческому обществу развились в учение о евгенике, лежащее в основе расовой политики нацистской Германии.

## Средние века и Возрождение

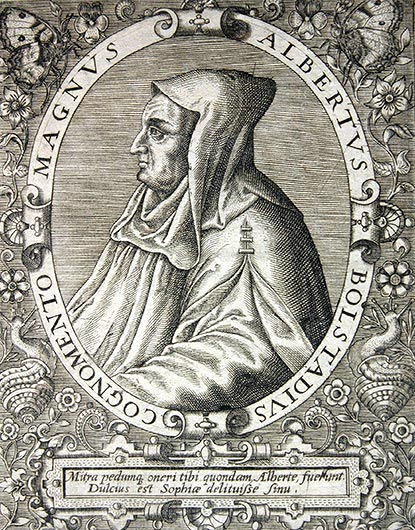
Альберт Великий

С подъёмом уровня научного знания после «тёмных веков» раннего Средневековья эволюционные идеи вновь начинают проскальзывать в трудах учёных, теологов и философов. Альберт Великий впервые отметил самопроизвольную изменчивость растений, приводящую к появлению новых видов. Примеры, когда-то приведённые Теофрастом, он охарактеризовал как трансмутацию одного вида в другой. Сам термин, очевидно, был взят им из алхимии.
В XVI веке были переоткрыты ископаемые организмы, но только к концу XVII века мысль, что это не «игра природы», не камни в форме костей или раковин, а остатки древних животных и растений, окончательно завладела умами. В работе 1559 года «Ноев ковчег, его форма и вместимость» Иоганн Бутео привёл вычисления, которые показывали, что ковчег не мог вместить все виды известных животных. В 1575 году Бернар Палисси устроил в Париже выставку ископаемых, где впервые провёл их сравнение с ныне живущими. В 1580 году он опубликовал в печати ту мысль, что поскольку всё в природе находится «в вечной трансмутации», то многие ископаемые остатки рыб и моллюсков относятся к вымершим видам.

## Эволюционные идеи Нового времени
Как видим, дальше высказывания разрозненных идей об изменчивости видов дело не заходило.
Эта же тенденция продолжалась и с наступлением Нового времени.
Так Френсис Бэкон, политик и философ, предполагал, что виды могут изменяться, накапливая «ошибки природы».
Этот тезис снова, как и в случае с Эмпедоклом, перекликается с принципом естественного отбора, но об общей теории нет пока и слова.
Как ни странно, но первой книгой об эволюции можно считать трактат Мэтью Хэйла (англ. Matthew Hale) «The Primitive Origination of Mankind Considered and Examined According to the Light of Nature».
Странным это может показаться уже потому, что сам Хэйл не был натуралистом и даже философом, это был юрист, богослов и финансист, а свой трактат написал во время вынужденного отпуска в своём поместье.
В нём он писал, что не стоит считать будто бы все виды сотворены в их современной форме, напротив, сотворены были лишь архетипы, а всё разнообразие жизни развилось из них под влиянием многочисленных обстоятельств.
У Хейла также предвосхищены многие споры о случайности, которые возникли после утверждения дарвинизма.
В этом же трактате впервые упоминается термин «эволюция» в биологическим смысле.

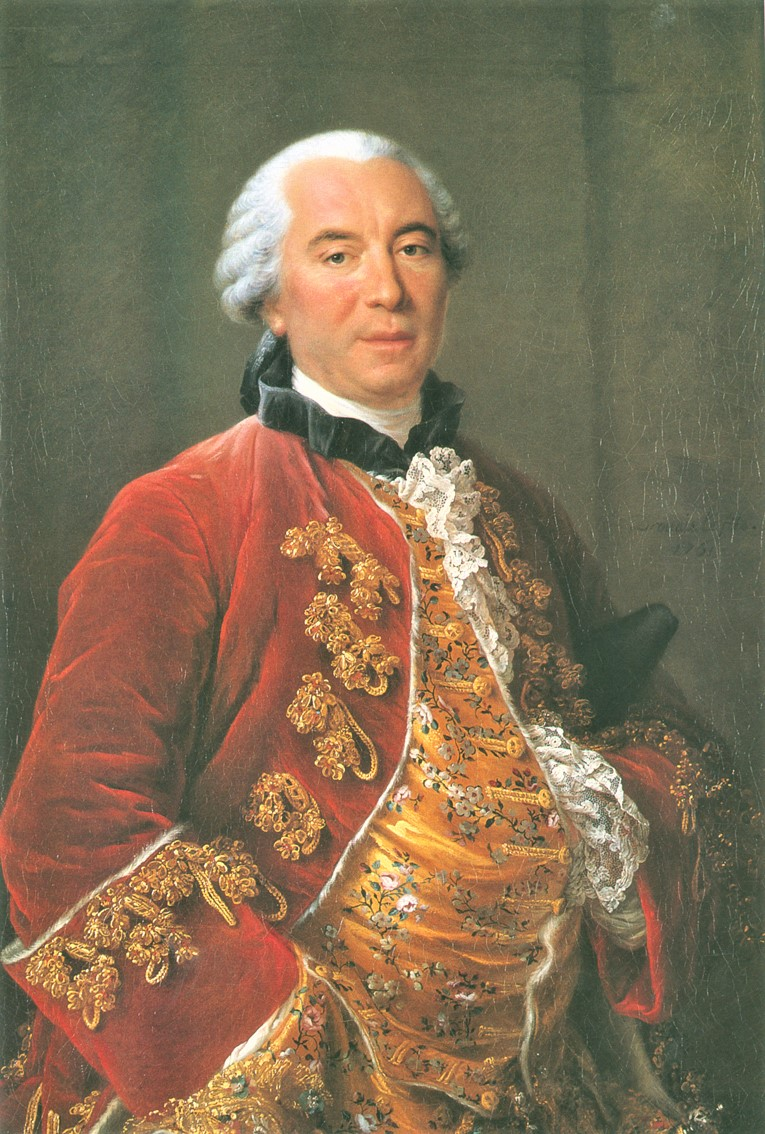
Жорж Луи Бюффон

Идеи ограниченного эволюционизма, подобные идеям Хэйла, возникали постоянно, их можно найти в трудах Джона Рэя, Роберта Гука, Готфрида Лейбница и даже в поздних работах Карла Линнея.
Более ясно они высказаны Жоржем Луи Бюффоном. Наблюдая за осаждением осадков из воды, он пришёл к выводу, что шести тысяч лет, которые отводились на историю Земли естественным богословием, недостаточно для формирования осадочных пород. Вычисленный Бюффоном возраст Земли составлял 75 тысяч лет. Описывая виды животных и растений, Бюффон заметил, что наряду с полезными признаками у них имеются и такие, которым невозможно приписать какую-либо полезность. Это снова противоречило естественному богословию, которое утверждало, что каждый волосок на теле животного создан с пользой для него или же для человека. Бюффон пришёл к выводу, что это противоречие можно устранить, приняв сотворение лишь общего плана, который варьируется в конкретных воплощениях. Приложив лейбницевский «закон непрерывности» к систематике, он выступил в 1749 году против существования дискретных видов, считая их плодом фантазии систематиков (в этом можно видеть истоки его не прекращавшейся полемики с Линнеем и антипатии этих учёных друг к другу).

### Теория Ламарка

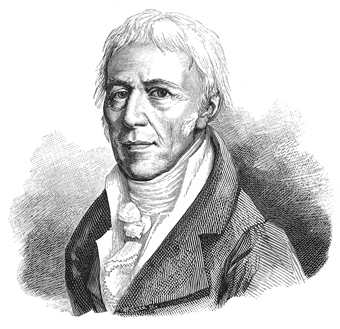
Жан Батист Ламарк

Шаг к объединению трансформистского и систематического подходов был сделан естествоиспытателем и философом Жаном Батистом Ламарком. Как сторонник изменения видов и деист, он признавал Творца и считал, что Верховный Творец создал лишь материю и природу; все остальные неживые и живые объекты возникли из материи под воздействием природы. Ламарк подчёркивал, что «все живые тела происходят одни от других, при этом не путём последовательного развития из предшествующих зародышей». Таким образом, он выступил против концепции преформизма как автогенетической, а его последователь Этьен Жоффруа Сент-Илер (1772—1844) отстаивал идею о единстве плана строения животных различных типов. С наибольшей полнотой эволюционные идеи Ламарка изложены в «Философии зоологии» (1809), хотя многие положения своей эволюционной теории Ламарк сформулировал во вводных лекциях к курсу зоологии ещё в 1800—1802 годах. Ламарк считал, что ступени эволюции не лежат на прямой линии, как это следовало из «лестницы существ» швейцарского натурфилософа Ш. Бонне, а имеют множество ветвей и отклонений на уровне видов и родов. Это представление подготовило почву для будущих «родословных древ». Ламарком был предложен и сам термин «биология» в его современном смысле. Однако в зоологических трудах Ламарка — создателя первого эволюционного учения — содержалось немало фактических неточностей, умозрительных построений, что особенно видно при сравнении его сочинений с трудами его современника, соперника и критика, создателя сравнительной анатомии и палеонтологии Жоржа Кювье (1769—1832). Ламарк считал, что движущим фактором эволюции может быть «упражнение» или «неупражнение» («использование» или «неиспользование») органов, зависящее от адекватного прямого влияния среды. Некоторая наивность аргументации Ламарка и Сент-Илера во многом способствовала антиэволюционной реакции на трансформизм начала XIX в, и вызвала абсолютно аргументированную с фактической стороны вопроса критику со стороны креациониста Жоржа Кювье и его школы.

### Катастрофизм итрансформизм

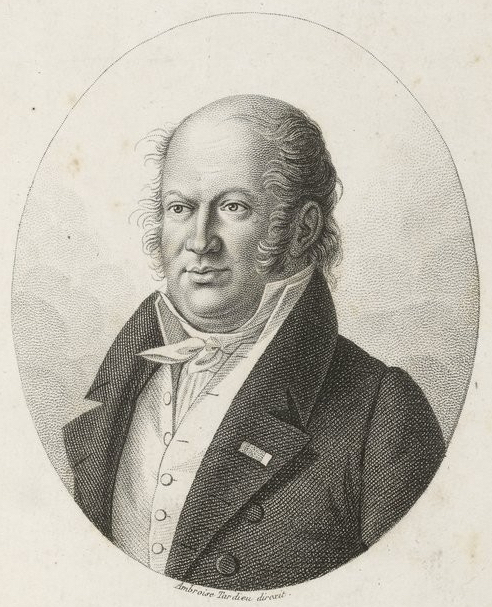
Этьен Жоффруа Сент-Илер

Идеалом для Кювье был Линней. Кювье разделил животных на четыре «ветви», каждая из которых характеризуется общностью плана строения. Для этих «ветвей» его последователь А. Бленвиль предложил понятие типа, полностью соответствовавшее «ветвям» Кювье. Тип — это не просто высший таксон в царстве животных. Между четырьмя выделенными типами животных нет и не может быть переходных форм. Все животные, относящиеся к одному типу, характеризуются общностью плана строения. Это важнейшее положение Кювье крайне существенно и ныне. Хотя количество типов значительно превысило число 4, все биологи, говорящие о типе, исходят из фундаментальной идеи, доставляющей немало забот пропагандистам градуализма (постепенности) в эволюции, — идеи об обособленности планов строения каждого из типов. Кювье полностью воспринял линнеевскую иерархичность системы и построил свою систему в виде ветвящегося древа. Но это было не родословное древо, а древо сходства организмов. Как справедливо отмечал А. А. Борисяк, «построив систему на … всестороннем учёте сходства и различий организмов, он тем самым открывал двери для эволюционного учения, против которого боролся». Система Кювье была, по-видимому, первой системой органической природы, в которой современные формы рассматривались рядом с ископаемыми. Кювье по праву считается весомой фигурой в становлении палеонтологии, биостратиграфии и исторической геологии как наук. Теоретической основой для выделения границ между слоями стало представление Кювье о катастрофических вымираниях фаун и флор на границах периодов и эпох. Он также разработал учение о корреляциях, благодаря которому восстанавливал облик черепа как целого, скелета как целого и, наконец, давал реконструкцию внешнего облика ископаемого животного. Свой вклад в стратиграфию вместе с Кювье внёс его французский коллега палеонтолог и геолог А. Броньяр (1770—1847), и, независимо от них, — английский землемер и горный инженер Вильям Смит (1769—1839).
Термин учения о форме организмов — морфологии — был введён в биологическую науку Гёте, а само учение возникло в конце XVIII века. Для креационистов того времени понятие о единстве плана строения означало поиск сходства, но не родства организмов. Задача сравнительной анатомии виделась в попытке понять, по какому плану творило Верховное Существо всё то разнообразие животных, которое мы наблюдаем на Земле. Эволюционная классика называет этот период развития биологии «идеалистической морфологией». Данное направление развивалось и противником трансформизма английским анатомом и палеонтологом Ричардом Оуэном (1804—1892). Кстати, именно он предложил в отношении структур, выполняющих сходные функции, применять всем теперь известную аналогию или гомологию, в зависимости от того, относятся ли сравниваемые животные к одному плану строения, или к разным (к одному типу животных или к разным типам).

### Эволюционисты — современники Дарвина

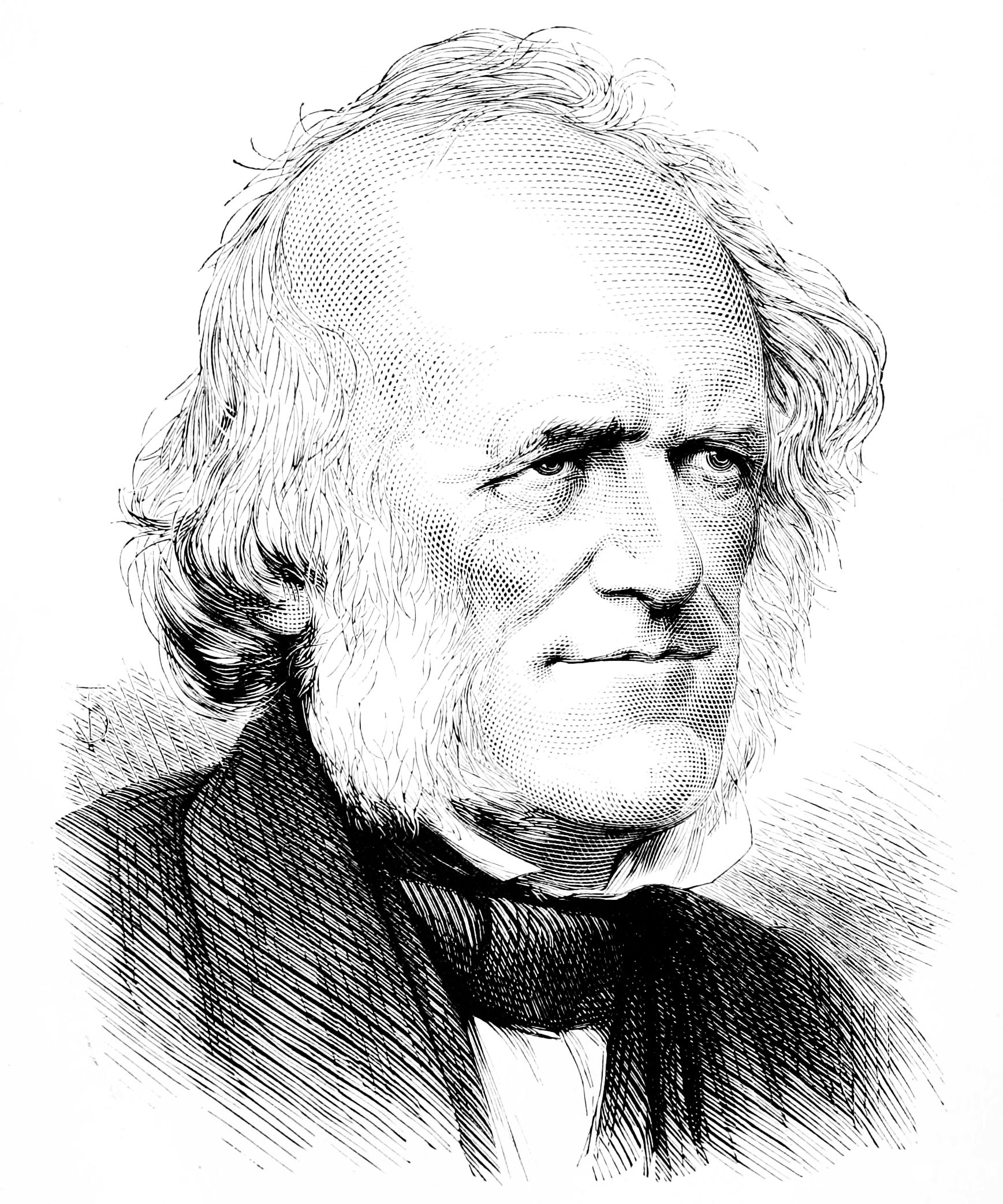
Чарлз Лайель

Английский лесовод Патрик Мэттью (1790—1874) в 1831 году опубликовал монографию «Строевой корабельных лес и древонасаждение». Явление неравномерного роста одновозрастных деревьев, избирательная гибель одних и выживание других давно были известны лесоводам. Мэттью предположил, что отбор не только обеспечивает выживание наиболее приспособленных деревьев, но и может вести к изменениям видов в процессе исторического развития. Таким образом, борьба за существование и естественный отбор были ему известны. Вместе с тем, он считал, что ускорение эволюционного процесса зависит от воли организма (ламаркизм). Принцип борьбы за существование уживался у Мэттью с признанием существования катастроф: после переворотов уцелевают немногочисленные примитивные формы; в отсутствие конкуренции после переворота эволюционный процесс идёт высокими темпами. Эволюционные идеи Мэттью в течение трёх десятилетий оставались незамеченными. Но в 1868 году, после выхода «Происхождения видов», он переопубликовал свои эволюционные страницы. После этого Дарвин ознакомился с трудами своего предшественника и отметил заслуги Мэттью в историческом обзоре 3-го издания своего труда.
Чарлз Лайель (1797—1875) — крупная фигура своего времени. Он возвратил к жизни понятие актуализма («Основные начала геологии», 1830—1833), идущего ещё от античных авторов, а также от таких весомых в человеческой истории личностей как Леонардо да Винчи (1452—1519), Ломоносова (1711—1765), Джеймса Хаттона (Геттона, 1726—1797) и, наконец, Ламарка. Принятие Лайелем концепции познания прошлого через изучение современности означало создание первой целостной теории эволюции лика Земли. Английский философ и историк науки Уильям Уэвелл (1794—1866) в 1832 году выдвинул термин «униформизм» применительно к оценке теории Лайеля. Лайель говорил о неизменности действия геологических факторов во времени. Униформизм был полной антитезой катастрофизму Кювье. «Учение Лайеля теперь так же преобладает, — писал антрополог и эволюционист И. Ранке, — как некогда господствовало учение Кювье. При этом нередко забывают, что учение о катастрофах едва ли так долго могло бы давать удовлетворительное схематическое объяснение геологических фактов в глазах лучших исследователей и мыслителей, если бы оно не опиралось на известную сумму положительных наблюдений. Истина и здесь лежит между крайностями теории». Как признают современные биологи, «катастрофизм Кювье был необходимым этапом развития исторической геологии и палеонтологии. Без катастрофизма развитие биостратиграфии вряд ли шло бы столь быстро».
Шотландец Роберт Чемберс (1802—1871) — книгоиздатель и популяризатор науки — издал в Лондоне «Следы естественной истории творения» (1844), в которой анонимно пропагандировал идеи Ламарка, говорил о длительности эволюционного процесса и об эволюционном развитии от просто организованных предков к более сложным формам. Книга была рассчитана на широкого читателя и за 10 лет выдержала 10 изданий тиражом не менее 15 тыс. экземпляров (что само по себе внушительно для того времени). Вокруг книги анонимного автора разгорелись споры. Всегда весьма сдержанный и осторожный, Дарвин стоял в стороне от развернувшейся в Англии дискуссии, однако внимательно наблюдал за тем, как критика частных неточностей превращается в критику самой идеи об изменяемости видов, чтобы не повторять подобных ошибок. Чемберс после выхода в свет книги Дарвина сразу встал в ряды сторонников нового учения.
В XX веке вспомнили об Эдварде Блите (1810—1873) — английском зоологе, исследователе фауны Австралии. В 1835 и 1837 гг. он опубликовал в английском «Журнале естественной истории» две статьи, в которых говорил о том, что в условиях жестокой конкуренции и нехватки ресурсов шансы на оставление потомства имеются лишь у сильнейших.
Таким образом, ещё до выхода знаменитого труда в свет, всем ходом развития естествознания уже была подготовлена почва для восприятия учения об изменяемости видов и отборе.
Русский академик К. М. Бэр (1792—1876), также известный как «отец эмбриологии», незадолго до самого Дарвина поделился мыслью превращения видов со временем в другие виды, хотя он и не поддерживал Дарвина, его учение и идеи.

## Эпоха Дарвина

### «Происхождение видов»

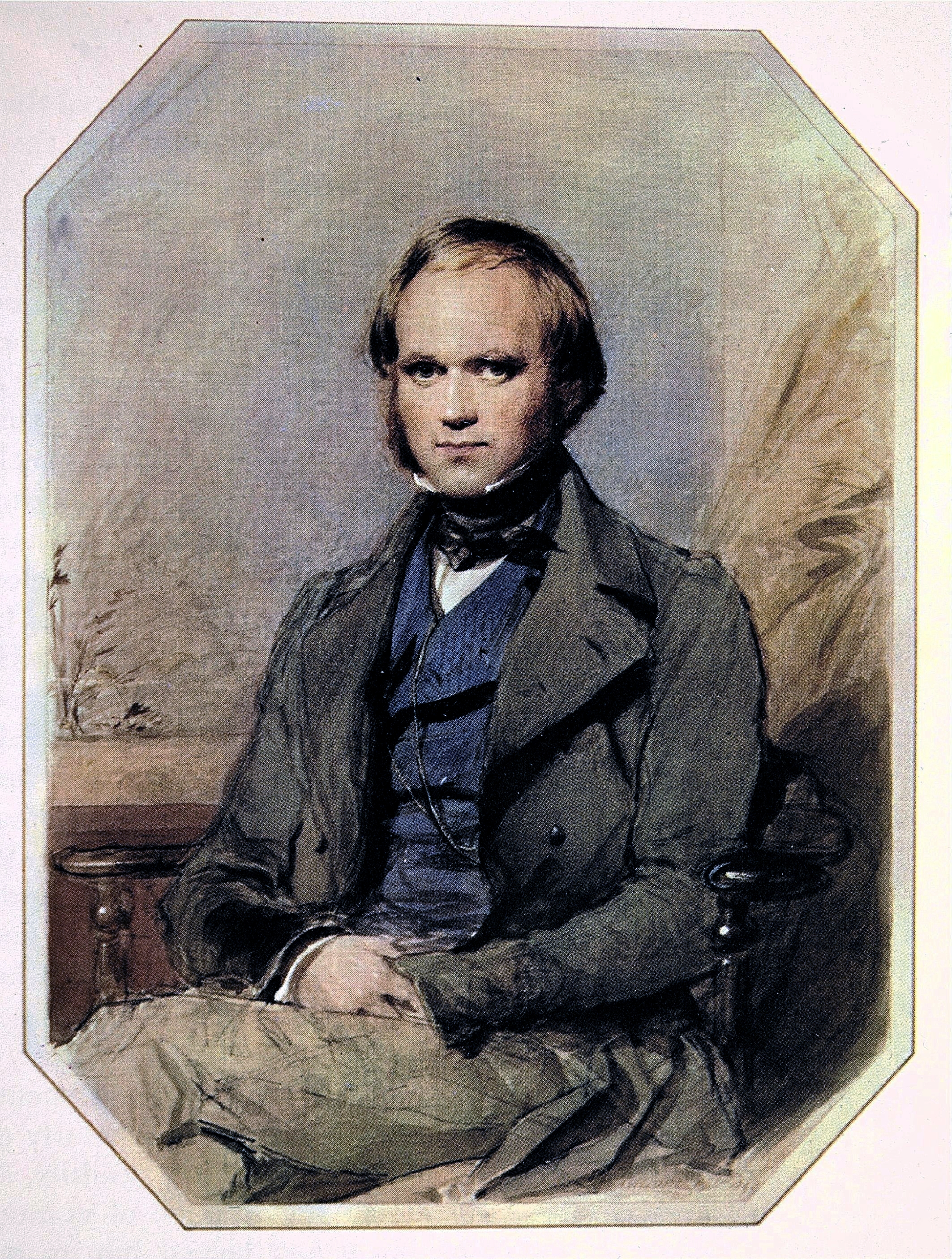
Чарльз Дарвин

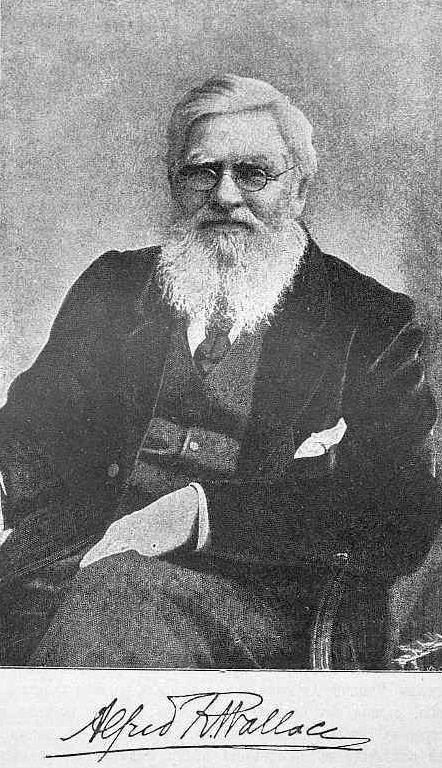
Альфред Уоллес

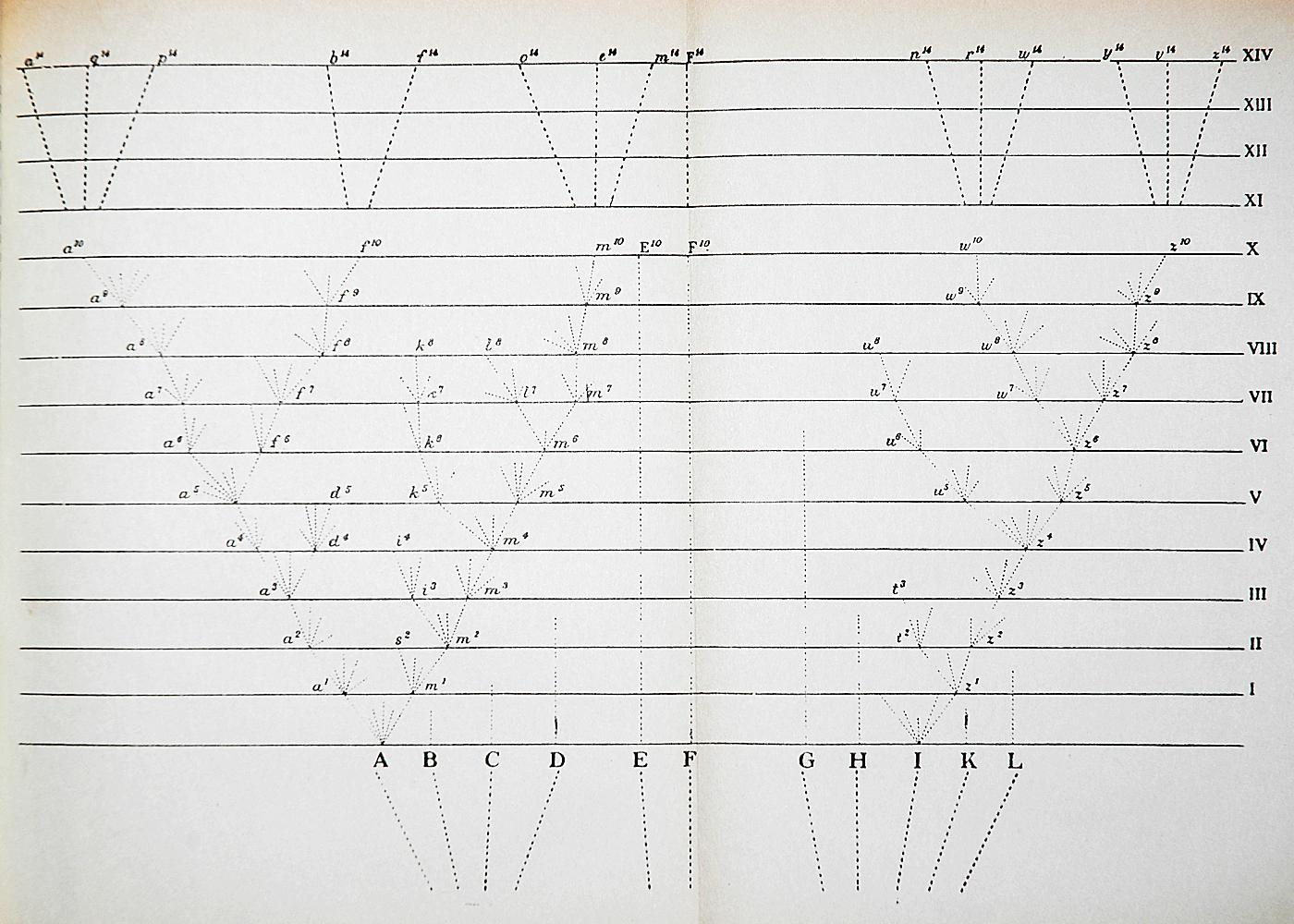
Единственная иллюстрация к книге Чарлза Дарвина On the Origin of Species… (1859): схема дивергенции видов

Новый этап в развитии эволюционной теории наступил в 1859 году в результате публикации основополагающей работы Чарльза Дарвина «Происхождение видов путём естественного отбора, или Сохранение благоприятствуемых пород в борьбе за жизнь». Основной движущей силой эволюции по Дарвину является естественный отбор. Отбор, действуя на особей, позволяет выживать и оставлять потомство тем организмам, которые лучше приспособлены для жизни в данном окружении. Действие отбора приводит к распадению видов на части — дочерние виды, которые, в свою очередь, со временем расходятся до родов, семейств и всех более крупных таксонов.
С присущей ему честностью Дарвин указал на тех, кто непосредственно подтолкнули его к написанию и изданию эволюционного учения (видимо, Дарвин не слишком интересовался историей науки, так как в первом издании «Происхождения видов» он не упоминал о своих непосредственных предшественниках: Уэллсе, Мэттью, Блите). Прямое влияние на Дарвина в процессе создания труда оказали Лайель и в меньшей степени Томас Мальтус (1766—1834), с его геометрической прогрессией численности из демографического труда «Опыт о законе народонаселения» (1798). И, можно сказать, Дарвина «заставил» опубликовать свой труд молодой английский зоолог и биогеограф Альфред Уоллес (1823—1913), отправив ему рукопись, в которой независимо от Дарвина он излагает идеи теории естественного отбора. При этом Уоллес знал, что Дарвин трудится над эволюционным учением, ибо последний сам писал ему об этом в письме от 1 мая 1857 года: «Нынешним летом исполнится 20 лет (!) с тех пор, как я завёл свою первую записную книжку по вопросу о том, чем и каким способом разнятся друг от друга виды и разновидности. Теперь я подготовляю мой труд к печати… но не предполагаю печатать его раньше, чем через два года… Право, невозможно (в рамках письма) изложить мои взгляды на причины и способы изменений в естественном состоянии; но я шаг за шагом пришел к ясной и отчётливой идее — верной или ложной, об этом должны судить другие; ибо — увы! — самая непоколебимая уверенность автора теории в своей правоте ни в какой мере не является залогом её истинности!» Здесь видно здравомыслие Дарвина, а также и джентльменское отношение двух учёных друг к другу, которое ясно прослеживается при анализе переписки между ними. Дарвин, получив статью 18 июня 1858 года, хотел представить её в печать, умолчав о своей работе, и только по настоятельным уговорам друзей написал «краткое извлечение» из своего труда и эти две работы представил на суд Линнеевского общества.
Дарвин в полной мере воспринял от Лайеля идею постепенности развития и, можно сказать, был униформистом. Может возникнуть вопрос: если всё было известно до Дарвина, то в чём же его заслуга, почему именно его работа вызвала такой резонанс? Но Дарвин сделал то, что не смогли сделать его предшественники. Во-первых, он дал своей работе очень актуальное название, бывшее «у всех на устах». Общественность испытывала жгучий интерес именно к «Происхождению видов путём естественного отбора или сохранению благоприятствуемых рас в борьбе за жизнь». Трудно припомнить другую книгу в истории мирового естествознания, в названии которой столь же чётко была бы отражена её суть. Может быть, Дарвину и попадались на глаза титульные листы или названия работ его предшественников, но просто не возникло желания ознакомиться с ними. Мы можем только гадать, как бы отреагировала общественность, догадайся Мэттью выпустить свои эволюционные взгляды под заглавием «Возможность изменения видов растений во времени благодаря выживанию (отбору) наиболее приспособленных». Но, как мы знаем «Строевой корабельный лес…» не привлёк к себе внимания.
Во-вторых, и это самое главное, Дарвин смог объяснить современникам причины изменяемости видов на основе проведённых им наблюдений. Он отверг, как несостоятельное, представление о «упражнении» или «неупражнении» органов и обратился к фактам выведения новых пород животных и сортов растений людьми — к искусственному отбору. Он показал, что неопределённая изменчивость организмов (мутации) передаются по наследству и могут стать началом новой породы или сорта, если то будет полезно человеку. Перенеся эти данные на дикие виды, Дарвин отмечал, что в природе могут сохраняться лишь те изменения, которые выгодны виду для успешной конкуренции с другими, и говорил о борьбе за существование и естественном отборе, которому приписывал важную, но не единственную роль движителя эволюции. Дарвин не только дал теоретические выкладки естественного отбора, но и показал на фактическом материале эволюцию видов в пространстве, при географической изоляции (вьюрки) и с позиций строгой логики объяснил механизмы дивергентной эволюции. Также он ознакомил общественность с ископаемыми формами гигантских ленивцев и броненосцев, что могло рассматриваться как эволюция во времени. Дарвин также допускал возможность длительного сохранения некой усреднённой нормы вида в процессе эволюции путём элиминации любых отклоняющихся вариантов (например, выжившие после бури воробьи имели среднюю длину крыла), что позднее было названо стасигенезом. Дарвин смог всем доказать реальность изменчивости видов в природе, поэтому благодаря его работе сошли на нет идеи о строгом постоянстве видов. Статикам и фиксистам было бессмысленным далее упорствовать в своих позициях.

### Становление дарвинизма

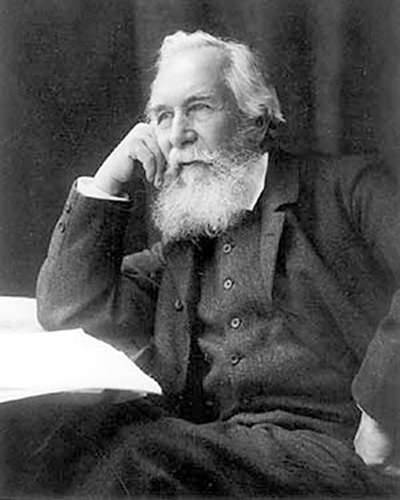
Эрнст Геккель

Как истинный приверженец градуализма, Дарвин был обеспокоен тем, что отсутствие переходных форм может явиться крахом его теории, и относил эту нехватку к неполноте геологической летописи. Также Дарвина беспокоила мысль о «растворении» вновь приобретенного признака в ряду поколений, при последующем скрещивании с обычными, не изменёнными особями. Он писал, что это возражение, наряду с перерывами в геологической летописи, одно из самых серьёзных для его теории.
Дарвин и его современники не знали, что в 1865 году австро-чешский естествоиспытатель аббат Грегор Мендель (1822—1884) открыл законы наследственности, по которым наследственный признак не «растворяется» в ряду поколений, а переходит (в случае рецессивности) в гетерозиготное состояние и может быть размножен в популяционной среде.
В поддержку Дарвина начинают выступать такие ученые, как американский ботаник Аза Грэй (1810—1888); Альфред Уоллес, Томас Генри Гексли (Хаксли; 1825—1895) — в Англии; классик сравнительной анатомии Карл Гегенбаур (1826—1903), Эрнст Геккель (1834—1919), зоолог Фриц Мюллер (1821—1897) — в Германии. С критикой идей Дарвина выступают не менее заслуженные ученые: учитель Дарвина, профессор геологии Адам Седжвик (1785—1873), известнейший палеонтолог Ричард Оуэн, крупный зоолог, палеонтолог и геолог Луи Агассис (1807—1873), немецкий профессор Генрих Георг Бронн (1800—1862).
Интересен факт того, что книгу Дарвина на немецкий язык перевел именно Бронн, не разделявший его взглядов, но считающий, что новая идея имеет право на существование (современный эволюционист и популяризатор Н. Н. Воронцов отдаёт в этом должное Бронну, как истинному ученому). Рассматривая взгляды другого противника Дарвина — Агассиса, заметим, что этот учёный говорил о важности сочетания методов эмбриологии, анатомии и палеонтологии для определения положения вида или иного таксона в классификационной схеме. Таким образом, вид получает своё место в естественном порядке мироздания.
Любопытно было узнать, что горячий сторонник Дарвина — Геккель — широко пропагандирует постулированную Агассисом триаду, «метод тройного параллелизма», уже применительно к идее родства и она, подогретая личным энтузиазмом Геккеля, захватывает современников. Все сколько-нибудь серьёзные зоологи, анатомы, эмбриологи, палеонтологи принимаются строить целые леса филогенетических древ. С лёгкой руки Геккеля распространяется как единственно возможная идея монофилии — происхождения от одного предка, которая безраздельно господствовала над умами ученых и в середине XX века. Современные эволюционисты, основываясь на изучении отличного от всех других эукариот способа размножения водорослей Rhodophycea (неподвижная и мужская и женская гаметы, отсутствие клеточного центра и каких-либо жгутиковых образований) говорят по крайней мере о двух независимо образовавшихся предках растений. Одновременно выяснили, что «Возникновение митотического аппарата происходило независимо по крайней мере дважды: у предков царств грибов и животных, с одной стороны, и в подцарствах настоящих водорослей (кроме Rhodophycea) и высших растений — с другой». Таким образом, признается происхождение жизни не от одного праорганизма, а по крайней мере от трёх. Во всяком случае, отмечается, что уже «ни одна другая схема, как и предложенная, не может оказаться монофилетической» (там же). К полифилии (происхождению от нескольких, не связанных родством организмов) ученых привела и теория симбиогенеза, объясняющая появление лишайников (соединение водоросли и гриба). И это — самое главное достижение теории. Кроме того, новейшие исследования говорят о том, что находят все больше примеров, показывающих «распространенность парафилии и в происхождении относительно близкородственных таксонов». Например, у «подсемейства африканских древесных мышей Dendromurinae: род Deomys молекулярно близок к настоящим мышам Murinae, а род Steatomys по структуре ДНК близок к гигантским мышам подсемейства Cricetomyinae. Вместе с тем морфологическое сходство Deomys и Steatomys несомненно, что говорит о парафилетическом происхождении Dendromurinae». Поэтому филогенетическая классификация нуждается в пересмотре, уже на основании не только внешнего сходства, но и строения генетического материала.

Грегор Иоганн Мендель

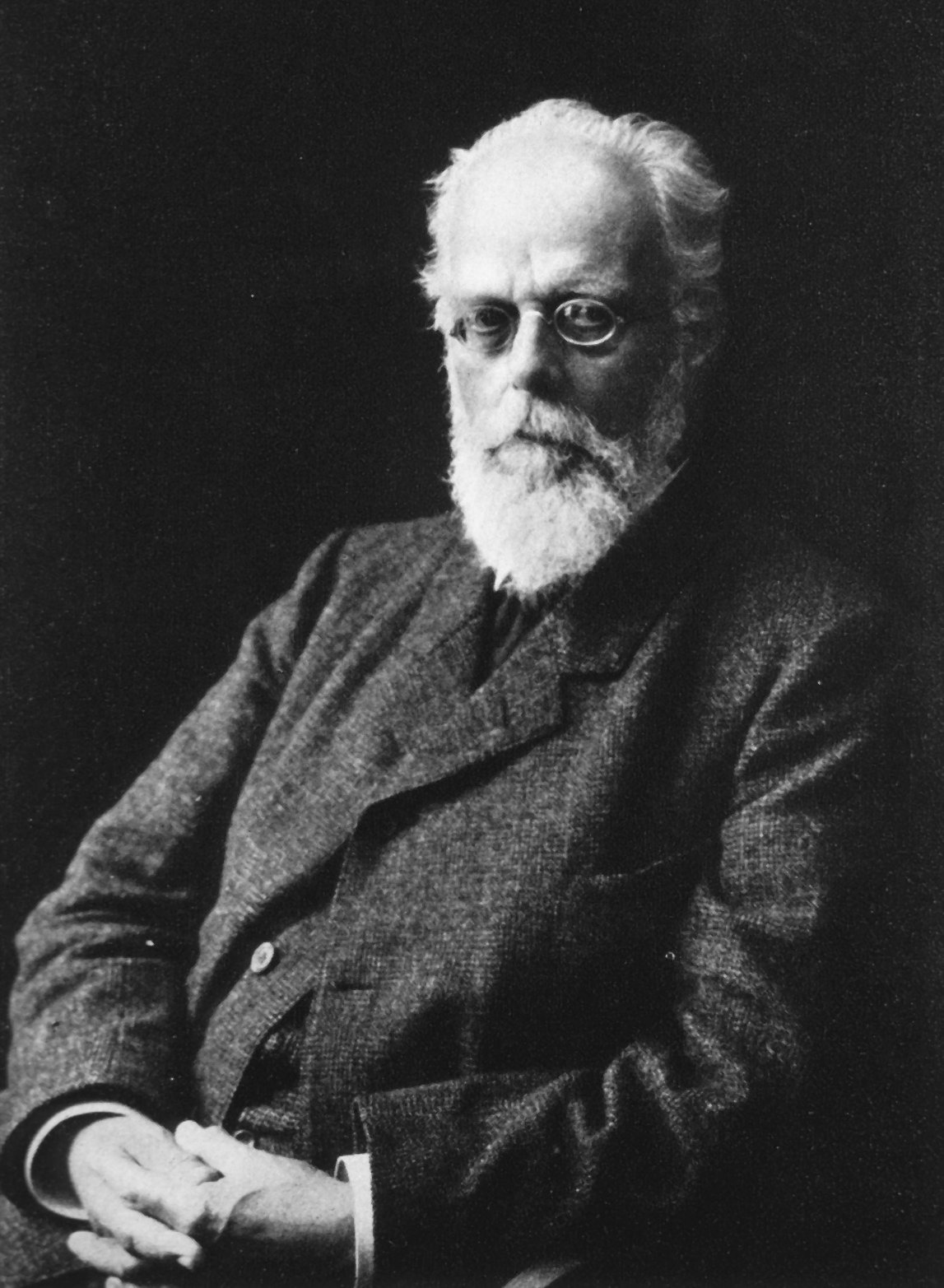
Август Вейсман

Экспериментальный биолог и теоретик Август Вейсман (1834—1914) в достаточно четкой форме говорил о клеточном ядре как о носителе наследственности. Независимо от Менделя он пришёл к важнейшему выводу о дискретности наследственных единиц. Мендель настолько опередил свою эпоху, что его работы фактически оставались безвестными в течение 35 лет. Идеи Вейсмана (где-то после 1863 года) стали достоянием широких кругов биологов, предметом для дискуссий. Увлекательнейшие страницы зарождения учения о хромосомах, возникновение цитогенетики, создание Т. Г. Морганом хромосомной теории наследственности в 1912—1916 гг. — все это в сильнейшей степени было стимулировано Августом Вейсманом. Исследуя зародышевое развитие морских ежей, он предложил различать две формы деления клеток — экваториальное и редукционное, то есть подошёл к открытию мейоза — важнейшего этапа комбинативной изменчивости и полового процесса. Но Вейсман не смог избежать некоторой умозрительности в своих представлениях о механизме передачи наследственности. Он думал, что весь набор дискретных факторов — «детерминантов» — имеют лишь клетки т. н. «зародышевого пути». В одни из клеток «сомы» (тела) попадают одни детерминанты, в другие — иные. Различия в наборах детерминант объясняют специализацию клеток сомы. Итак, мы видим, что, справедливо предсказав существование мейоза, Вейсман ошибся в предсказании судьбы распределения генов. Он также распространил принцип отбора на соревнование между клетками, и, поскольку клетки есть носители тех или иных детерминант, говорил об их борьбе между собой. Самые современные концепции «эгоистической ДНК», «эгоистического гена», развитые на рубеже 70-х и 80-х гг. XX в., во многом перекликаются с вейсмановской конкуренцией детерминант. Вейсман делал акцент на том, что «зародышевая плазма» обособлена от клеток сомы всего организма, и потому говорил о невозможности наследования приобретенных организмом (сомой) признаков под действием среды. Но многие дарвинисты принимали эту идею Ламарка. Жёсткая критика Вейсмана этой концепции вызвала лично к нему и его теории, а затем и вообще к изучению хромосом, негативное отношение со стороны ортодоксальных дарвинистов (тех, кто признавал отбор единственным фактором эволюции).

## XX—XXI век

### Кризис дарвинизма
Переоткрытие законов Менделя произошло в 1900 году в трёх разных странах: Голландии (Гуго де Фриз 1848—1935), Германии (Карл Эрих Корренс 1864—1933) и Австрии (Эрих фон Чермак 1871—1962), которые одновременно обнаружили забытую работу Менделя. В 1902 году У. Саттон дал цитологическое обоснование менделизму: диплоидный и гаплоидный наборы, гомологичные хромосомы, процесс конъюгации при мейозе, предсказание сцепления генов, находящихся в одной хромосоме, понятие о доминантности и рецессивности, а также аллельные гены — все это демонстрировалось на цитологических препаратах, основывалось на точных расчетах менделевской алгебры и очень отличалось от гипотетических родословных древ, от стиля натуралистического дарвинизма XIX века.
Мутационная теория де Фриза (1901—1903 гг.) не была принята не только консерватизмом ортодоксальных дарвинистов, но и тем, что на других видах растений исследователям не удавалось получить достигнутый им на Oenothera lamarkiana широкий спектр изменчивости (сейчас известно, что энотера — полиморфный вид, имеющий хромосомные транслокации, часть которых гетерозиготна, тогда как гомозиготы летальны. Де Фриз выбрал очень удачный объект для получения мутаций и одновременно не совсем удачный, так как в его случае требовалось распространить достигнутые результаты на другие виды растений). Де Фриз и его русский предшественник ботаник Сергей Иванович Коржинский (1861—1900), писавший в 1899 году (Петербург) о внезапных скачкообразных «гетерогенных» отклонениях, думали, что возможность проявления макромутаций отвергает дарвиновскую теорию. На заре становления генетики высказывалось немало концепций, согласно которым эволюция не зависела от внешней среды. Под критику дарвинистов попал и нидерландский ботаник Ян Паулус Лотси (1867—1931), написавший книгу «Эволюция путём гибридизации», где справедливо обратил внимание на роль гибридизации в видообразовании у растений.
Если в середине XVIII века казалось непреодолимым противоречие между трансформизмом (непрерывным изменением) и дискретностью таксономических единиц систематики, то в XIX веке думалось, что градуалистические древа, построенные на основе родства, вошли в противоречие с дискретностью наследственного материала. Эволюция путём визуально различимых крупных мутаций не могла быть принята градуализмом дарвинистов.

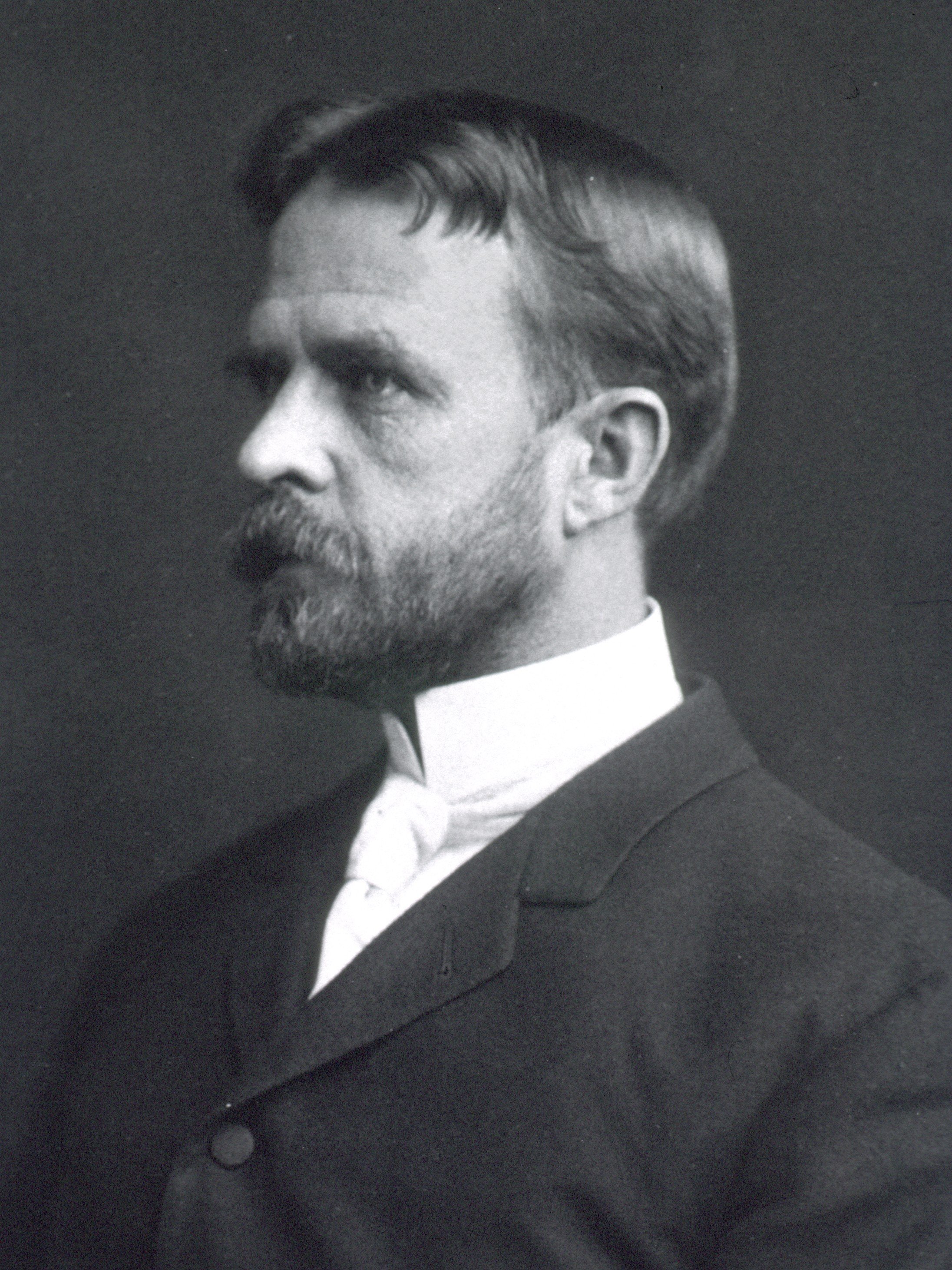
Томас Морган

Доверие к мутациям и их роли в формировании изменчивости вида вернул Томас Гент Морган (1886—1945), когда этот американский эмбриолог и зоолог в 1910 году перешёл к генетическим исследованиям и, в конце концов, остановил свой выбор на знаменитой дрозофиле. Наверно, не стоит удивляться, что через 20-30 лет после описываемых событий именно популяционные генетики пришли к эволюции не через макромутации (что стало признаваться маловероятным), а через неуклонное и постепенное изменение частот аллельных генов в популяциях. Так как макроэволюция к тому времени представлялась бесспорным продолжением изученных явлений микроэволюции, постепенность стала казаться неотделимой чертой эволюционного процесса. Произошёл на новом уровне возврат к лейбницевскому «закону непрерывности» и в первой половине XX века смог произойти синтез эволюции и генетики. В очередной раз соединились некогда противоположные концепции.
В свете новейших биологических идей происходит отдаление от закона непрерывности, теперь уже не генетиков, а самих эволюционистов. Так известный эволюционист С. Дж. Гулд поднял вопрос о пунктуализме (прерывистом равновесии), в противовес градуализму.

### «Новый синтез»
В середине XX века на основе теории Дарвина и генетики Моргана сформировалась синтетическая теория эволюции (сокращённо СТЭ). СТЭ является в настоящее время наиболее разработанной системой представлений о процессах видообразования. Основой для эволюции по СТЭ является динамика генетической структуры популяций. Основным движущим фактором эволюции считается естественный отбор.
Синтетическая теория в её нынешнем виде образовалась в результате переосмысления ряда положений классического дарвинизма с позиций генетики начала XX века. После переоткрытия законов Менделя (в 1901 г.), доказательства дискретной природы наследственности и особенно после создания теоретической популяционной генетики трудами Роберта Фишера (1918—1930), Джона Холдейна (1924), Сьюэла Райта (1931; 1932), учение Дарвина приобрело прочный генетический фундамент.
Статья Сергея Четверикова «О некоторых моментах эволюционного процесса с точки зрения современной генетики» (1926) по сути стала ядром будущей синтетической теории эволюции и основой для дальнейшего синтеза дарвинизма и генетики. В этой статье Четвериков показал совместимость принципов генетики с теорией естественного отбора и заложил основы эволюционной генетики. Главная эволюционная публикация Сергея Четверикова была переведена на английский язык в лаборатории Джона Холдейна, но никогда не была опубликована за рубежом. В работах Джона Холдейна, Николая Тимофеева-Ресовского и Феодосия Добржанского идеи, выраженные Сергеем Четвериковым, распространились на Запад, где почти одновременно Рональд Фишер высказал очень сходные взгляды об эволюции доминантности.
Толчок к развитию синтетической теории дала гипотеза о рецессивности новых генов. Говоря языком генетики второй половины XX века, эта гипотеза предполагала, что в каждой воспроизводящейся группе организмов во время созревания гамет в результате ошибок при репликации ДНК постоянно возникают мутации — новые варианты генов.

### Нейтральная теория молекулярной эволюции
В конце 1960-х годов Мотоо Кимурой была разработана теория нейтральной эволюции, предполагающая, что в эволюции важную роль играют случайные мутации, не имеющие приспособительного значения. В частности, в небольших популяциях естественный отбор, как правило, не играет решающей роли. Теория нейтральной эволюции хорошо согласуется с фактом постоянной скорости закрепления мутаций на молекулярном уровне, что позволяет, к примеру, оценивать время расхождения видов.
Теория нейтральной эволюции не оспаривает решающей роли естественного отбора в развитии жизни на Земле. Дискуссия ведётся касательно доли мутаций, имеющих приспособительное значение. Большинство биологов признают ряд результатов теории нейтральной эволюции, хотя и не разделяют некоторые сильные утверждения, первоначально высказанные Кимурой. Теория нейтральной эволюции объясняет процессы молекулярной эволюции живых организмов на уровнях не выше организменных. Но для объяснения прогрессивной эволюции она не подходит по математическим соображениям. Исходя из статистики для эволюции, мутации могут как возникать случайно, вызывая приспособления, так и те изменения, которые возникают постепенно. Теория нейтральной эволюции не противоречит теории естественного отбора, она лишь объясняет механизмы, проходящие на клеточном, надклеточном и органном уровнях.

### Теория прерывистого равновесия

Сравнительная характеристика теорий филетического градуализма (вверху) с теорией прерывистого равновесия (внизу): прерывистое равновесие достигается за счёт быстрых изменений в морфологии

В 1972 году палеонтологами Нильсом Элдриджем и Стивеном Гулдом была предложена теория прерывистого равновесия, утверждающая, что эволюция существ, размножающихся половым путём, происходит скачками, перемежающимися с длительными периодами, в которых не происходит существенных изменений. Согласно этой теории, фенотипическая эволюция, эволюция свойств, закодированных в геноме, происходит в результате редких периодов образования новых видов (кладогенез), которые протекают относительно быстро по сравнению с периодами устойчивого существования видов. Теория стала своеобразным возрождением сальтационной концепции. Принято противопоставлять теорию прерывистого равновесия теории филетического градуализма, которая утверждает, что бо́льшая часть процессов эволюции протекает равномерно, в результате постепенной трансформации видов.

### Эволюционная биология развития
В последние десятилетия эволюционная теория получила импульс от исследований в области биологии развития. Открытие hox-генов и более полное понимание генетического регулирования эмбриогенеза стало основой для глубокого продвижения в теории морфологической эволюции, связи индивидуального и филогенетического развития, эволюции новых форм на основе прежнего набора структурных генов.